# 簡穆皇后
簡穆皇后劉氏（？—？），幽州營田使兼平州刺史劉平之女，宋翼祖趙敬妻。
劉氏事跡不詳，只知她嫁與宋翼祖及生子宋宣祖趙弘殷。建隆元年（960年）九月，宋太祖追上諡號為簡穆皇后。